# Віолета Аларова
Віолета Аларова (мак. Виолета Аларова; 3 вересня 1945, Скоп'є) — колишній голова муніципалітету Центр у Скоп'є з 2000 по 2009 рік.
Початкову освіту здобула в початковій школі імені Братів Міладинових у Скоп’є, а середню — у середній школі імені Йосипа Броза Тіто в Скоп’є, де була однією з найкращих учениць. Одразу після закінчення навчання влаштувалася на Македонське радіо, де пропрацювала 36 років. Розпочала з базової роботи в журналістиці, а закінчила головним і відповідальним редактором Другої програми македонською мовою та мовами національних меншин на Македонському радіо. Паралельно з роботою з відзнакою закінчила юридичний факультет у Скоп'є та відвідувала магістратуру за темою «Соціально-політична система».
Окрім журналістської роботи, Аларова роками працювала відомим сатириком у редакції Остен, де визнана журналістом року.
Вона написала дві поетичні книги «Двері без виходу» та «Розмова з дощем», у яких відображена її душа та любов до всіх людей на світі. Також є автором 9 драматичних текстів, серед яких драму  «Червоне світло» визнано драмою року. Аларова також була головою правління МВС .
На місцевих виборах 2000 року обрана мером общини Центр, а жителі цього муніципалітету вдруге довірили їй цю посаду на місцевих виборах 2005 року.